# Пендро
Вижте пояснителната страница за други значения на Пендро.
Пендро (на кюрдски: پێندرۆ, Pêndro‎) е кюрдско селище в иракски Кюрдистан, в провинция Aрбил, близо до границата с Турция, Намира се на около 15–18 км северно от Барзан, от населението над 2540 души.